# زیردریایی یو-۶۰۳
زیردریایی یو-۶۰۳ (به انگلیسی: German submarine U-603) یک زیردریایی است که طول آن ۶۷٫۱ متر (۲۲۰ فوت ۲ اینچ) می‌باشد. این زیردریایی در سال ۱۹۴۱ ساخته شد.